# 気仙沼二郎
気仙 沼二郎（けせん ぬまじろう、1972年4月24日 - ）は、日本のプロレスラー、演歌歌手。

## 経歴
みちのくプロレスの旗揚げメンバーのひとりで1992年11月27日、みちのくプロレスプレ旗揚げ戦で、「米河 彰大（よねかわ あきひろ）」のリングネームでデビュー。その後、過去からタイムスリップしてきた原人レスラー「ヨネ原人」としてからブレイクした。
「クワッパ」の雄叫びや、ウィリー・ウィルキンスJrとの試合は名物となり、L字台車に乗せられ引き回されたあげく壁に激突させられ、そのまま両者リングアウト（回数は3桁を超える）というのが、お決まりの展開だった。宮古市での試合後行方不明となり、そのまま太平洋を泳いでメキシコにたどり着いたこともある（実際は単なるメキシコ遠征）。なお、「メキシコに滞在したことでスペイン語を修得した」という設定がつけられて、それまで行っていなかったインタビュー等もスペイン語で答えるようになる。さらには「日本語も少し修得」し、西和辞典を片手に日本語とスペイン語を混ぜてコメントするようになる。その際は身をスーツにまとった「スーパーヨネ現代人」となる。
頭部の負傷により1度引退した後、カムバックしてつぼ原人との原人コントラ原人（最後はジャンケン勝負）で敗れ再び姿を消したが、ギミックを変え、デビュー曲「海の魂」をひっさげて演歌歌手として、現在のリングネーム「気仙 沼二郎」でカムバックした。
カムバック後は「みちのくプロレス若草杯」優勝をはじめ、ザ・グレート・サスケ、新崎人生とのトリオで出場した「みちのくトリオリーグ」の優勝など徐々に実力を発揮。その後、南野たけし、マンゴー福田、パイナップル華井と「気仙沼二郎とロス・サルセロス・ハポネセス」というユニットを結成。連戦連勝を続ける。
2005年7月9日の青森産業会館で気仙沼二郎と同じく入場時に歌を歌う佐藤秀、佐藤恵の「セーラー・ボーイズ」との、負けた方が入場時に歌を歌うのを禁止される「歌コントラ歌」というコントラ・マッチを行い勝利。歌を歌いながらの入場を維持している。
2005年12月9日に行われた、インディー7団体が参加した週刊ゴング主催のインディーサミットでは、スペル・デルフィン、新崎人生、TAKAみちのく対関本大介、柿本大地、火野裕士組の試合に、ヨネ原人のギミックを一夜限り復活させて愚乱・浪花とともに登場。1994年以来約11年ぶりのデルフィン軍団集結を演出した。
2006年12月31日のインディーサミットでは、佐々木貴、アブドーラ小林と組み、葛西純、"黒天使"沼澤邪鬼、シャドウWXとの蛍光灯6人タッグデスマッチにエントリー。血まみれ姿になりながらも、途中からはコスチュームを脱いでふんどし姿になって奮闘。試合には敗れたものの、最後は「海の魂」を血まみれのまま熱唱して締めた。
2009年7月、体調不良から検査を行ったら糖尿病と診断されたため治療入院（14日～27日退院）を発表。出場予定だった「鉄人リーグ」は開催前に欠場を発表した。
2012年6月、後楽園ホール大会にてウルティモ・ドラゴンとの敗者改名マッチにて敗戦。ウルティモからの提案でイタリアの演歌歌手「ケッセン・ヌーマ・ジローラモ」に改名することになる。なお、タレントの「パンツェッタ・ジローラモ」からはウルティモ自身が承諾を得ている。
7月、ウルティモの独断により、「気仙・沼ジローラモ」に再改名。
2013年12月、ウルティモがタッグ解消を宣言し、翌年より「気仙沼二郎」へ戻すことになった。
2015年5月5日の矢巾町民総合体育館でバラモン・シュウを破り、東北ジュニアヘビー級王座を奪取した。東北ジュニア4度目の挑戦、デビュー23年目で初のシングル王座獲得となり、マイクで「浪花、見てるか。やったぞ、オレ」と絶叫した。
2016年12月7日、キングレコードから「気仙沼二郎メジャーデビューCD 『みちのくプロレス　俺の海～海の魂』」が発売されメジャーデビュー。
2017年3月19日、矢巾大会にて再婚を発表。また、4月5日に第一子が誕生。
2018年より「ヨネ原人」名義での活動も多く行っている。
2019年4月から諸事情により長期欠場となる。

## 得意技
気仙沼落とし（旧：マテマティカバスター）
真気仙沼落とし（旧：真マテマティカバスター）
沼絞め
沼絞めII
フカヒレ折り
銀鱗

## 入場曲
- Don't Let The Sun Go Down（X.Y.Z.-A）
- 踊るリッツの夜

## タイトル歴
- 東北ジュニアヘビー級王座
- 東北タッグ王座
- みちのくトリオリーグ戦優勝

## エピソード
- リング外では入団時から一貫して営業の仕事をしており、現在も営業部所属。地元のラジオ番組などで、みちのくプロレスのスポークスマンを務めることもある。
- 自身の曲である「俺の海」の歌詞は自身の体験をもとにしており、実際に1度結婚しているが性格の不一致から2年で離婚をしている[2]。
- 2006年から新潟県の風俗情報誌「新潟ナイトナビ」でコラム『新潟沼二郎ナビ』を連載中。
- 前説では必ず歌謡ショーが行われている。現在はプロレス興行で所属選手が前座と歌謡ショーを行なうのは、みちのくプロレスのみである。
- 2017年時点で非公認であるがARABAKI ROCK FEST.で最も出場回数の多い歌手である。
- フジテレビの番組「めちゃ×2イケてるッ!」の当時、レギュラーの三中元克が企画で、みちのくプロレスに入門した際、練習生テストの試験官を務めた。

## メディア出演

### 映画
- 踊る大捜査線 THE MOVIE3 ヤツらを解放せよ! - 棟梁役

### テレビドラマ
- スシ王子!（テレビ朝日） - 審査員役

### バラエティ
- ガチャダラポンTV（岩手めんこいテレビ）